# Prisaca (okręg Aluta)
Prisaca (wymowaⓘ) – wieś w Rumunii, w okręgu Aluta, w gminie Vulpeni. W 2011 roku liczyła 162 mieszkańców. 